# Na-tiên

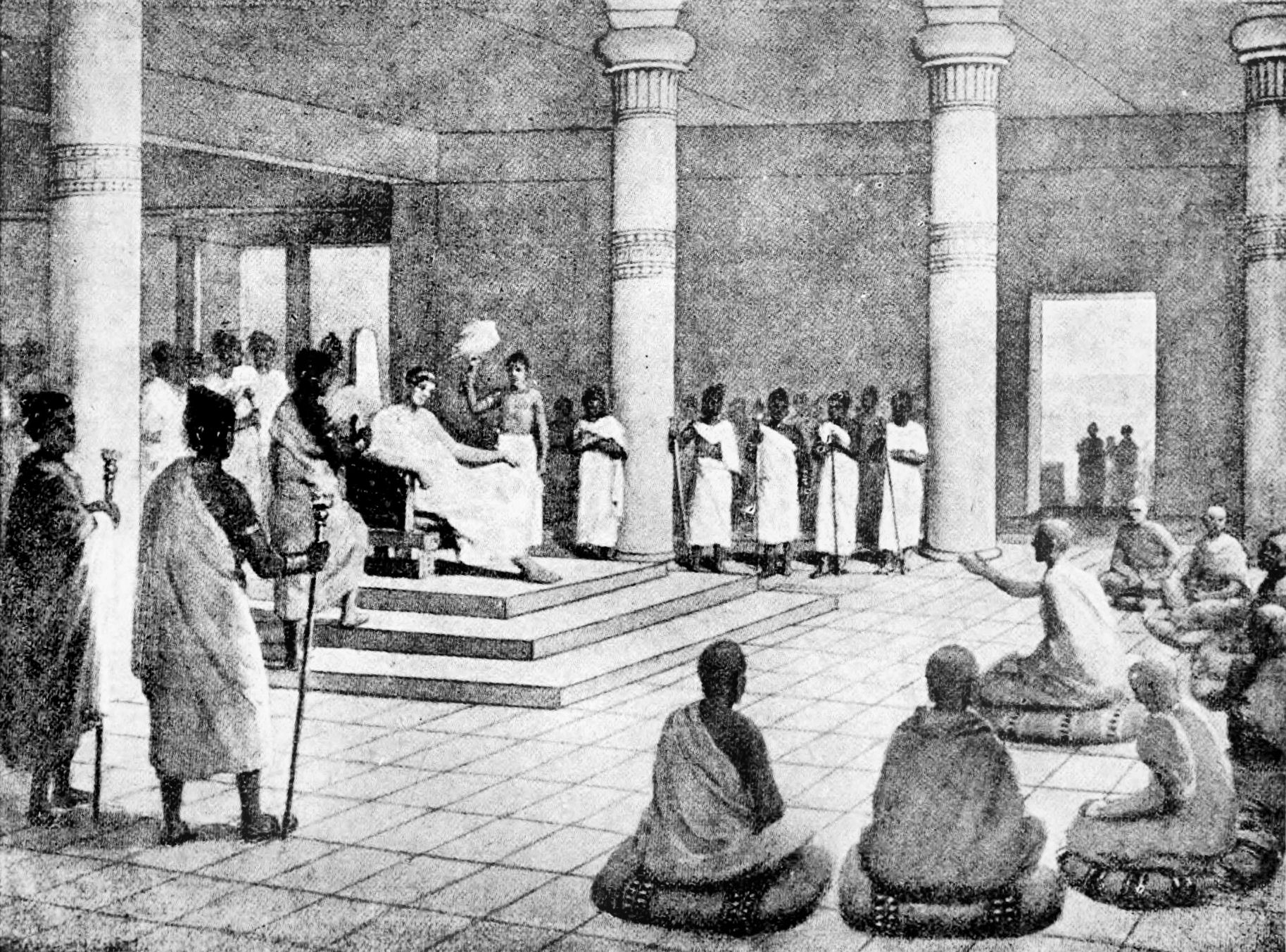
Đại đức Na-tiên (ngồi ở giữa) đang đối đáp với đức vua Menandros.

Na Tiên (chữ Hán: 那先)  hay còn được gọi là Na-già-tê-na (tiếng Phạn: Nāgasena) là một tỉ-kheo Phật giáo đến từ vùng Kashmir và sống vào khoảng những năm 150 TCN. Ông đã trả lời những câu hỏi về Phật giáo được đặt ra bởi Menandros I (tiếng Pali: Milinda), nhà vua Ấn-Hy Lạp phía tây bắc Ấn Độ (tại Pakistan), được ghi lại trong Milindapanha ("Di Lan Đà vấn đạo" hay Na Tiên tỉ khâu kinh). Tên gọi Na-Tiên (那先) là tên phiên âm trong chữ Hán. Ông được tôn làm Khoái Nhĩ La hán (挖耳羅漢), một trong thập bát La hán của Phật giáo Đại thừa.
Trong tiếng Phạn, Nāga mang nghĩa là rắn hổ mang, rắn, hay con rồng, và cũng có thể nói là rắn lai người, một siêu chủng tộc cổ, những người sáng lập trong truyền thuyết nhiều nước châu Á. Sena có nghĩa là quân đội. Do đó tên của ông có thể được dịch là "Quân đội của Nāga" hay "Đội quân rồng", nghĩa là một sự hiện diện siêu nhiên rất mạnh mẽ.
Theo bộ kinh Di Lan Đà vấn đạo thì ông sinh ra tại làng Kajangala, dưới chân dãy Himalaya, ở vùng Tây bắc Ấn Độ, trong một gia đình Bà La Môn mà thân phụ tên là Soñuttara, các sư phụ gồm đại sư Rohana và Assagutta của tăng viện Vattaniya, Dharmarakshita của tăng viện Asoka Ārāma ở kinh đô Pātaliputta. Chính đại sư Dharmarakshita đã từng được A-dục vương phái đi truyền đạo ở Aparanta phía tây nước Ấn. Một vị thầy khác là đại sư Āyupāla của tăng viện Sankheyya gần Sāgala. Khi vua Menandros đến vấn kinh thì ông đang trụ trì tăng viện Sankheyya có đến 80 ngàn tỳ kheo lưu trú.
Đương thời của Ngài gặp lúc vua Di-lan-đà cai trị, nhà vua là người Hy Lạp vốn chuộng biện thuyết. Nghe tiếng tôn giả Na Tiên là bậc bác học đa văn nên nhà vua đích thân phỏng vấn. Cuộc vấn đạo giữa bậc đế vương và bậc Tỳ-kheo thoát tục đã để lại cho chúng ta một tác phẩm bất hủ "Kinh Na Tiên tỳ Kheo", mà cả hai tạng Nam truyền và Bắc truyền đều lưu giữ đến nay. Nhờ sự chỉ dạy của tôn giả Na Tiên mà cuối cùng vua Di-lan-đà trở thành vị quốc vương anh minh hết lòng ủng hộ Phật pháp.
Có chỗ nói ngài Na Tiên chuyên tu về nhĩ căn, tranh tượng của Ngài mô tả vị La-hán đang ngoáy tai một cách thú vị. Mọi âm thanh vào tai đều giúp cho tánh nghe hiển lộ, rất thường trụ và rất lợi ích. Từ nhĩ căn viên thông phát triển thiệt căn viên thông, trở lại dùng âm thanh thuyết pháp đưa người vào đạo, đó là ý nghĩa hình tượng của tôn giả Na Tiên.
George Woodcock sau khi tìm hiểu hệ thống truyền thừa của Phật giáo trong vùng đã cho rằng Nagasena có thể là vị sư gốc Hy Lạp ở Bactria.